# Palpomyia pendleburyi
Palpomyia pendleburyi är en tvåvingeart som beskrevs av Edwards 1933. Palpomyia pendleburyi ingår i släktet Palpomyia och familjen svidknott. Inga underarter finns listade i Catalogue of Life.